# Apiocera vespera
Apiocera vespera är en tvåvingeart som beskrevs av Paramonov 1953. Apiocera vespera ingår i släktet Apiocera och familjen Apioceridae. Inga underarter finns listade i Catalogue of Life.